# Arroio São João (afluente do rio Ijuí)
O arroio São João é um arroio brasileiro do estado do Rio Grande do Sul. Passa pelos distritos de Sossego, Rincão dos Roratos, Sede e Atafona, em Santo Ângelo, até desaguar no rio Ijuí.